# Іванов Василь Васильович
Василій Васильович Іванів (29 листопада 1926, Харків — 29 квітня 2012, Харків) — український архітектор. Заслужений архітектор УРСР, кандидат архітектури, професор, головний архітектор Державного інституту з проєктування підприємств коксохімічної промисловості «Гіпрококс», лауреат премії ВДНГ за винаходи у галузі промислової архітектури. Доцент кафедри Архітектурного проєктування ХІСІ (нині Харківський національний університет будівництва й архітектури), завідувач кафедри Інтер'єру та обладнання ХДАДМ, член Національної Спілки архітекторів України.

## Біографія

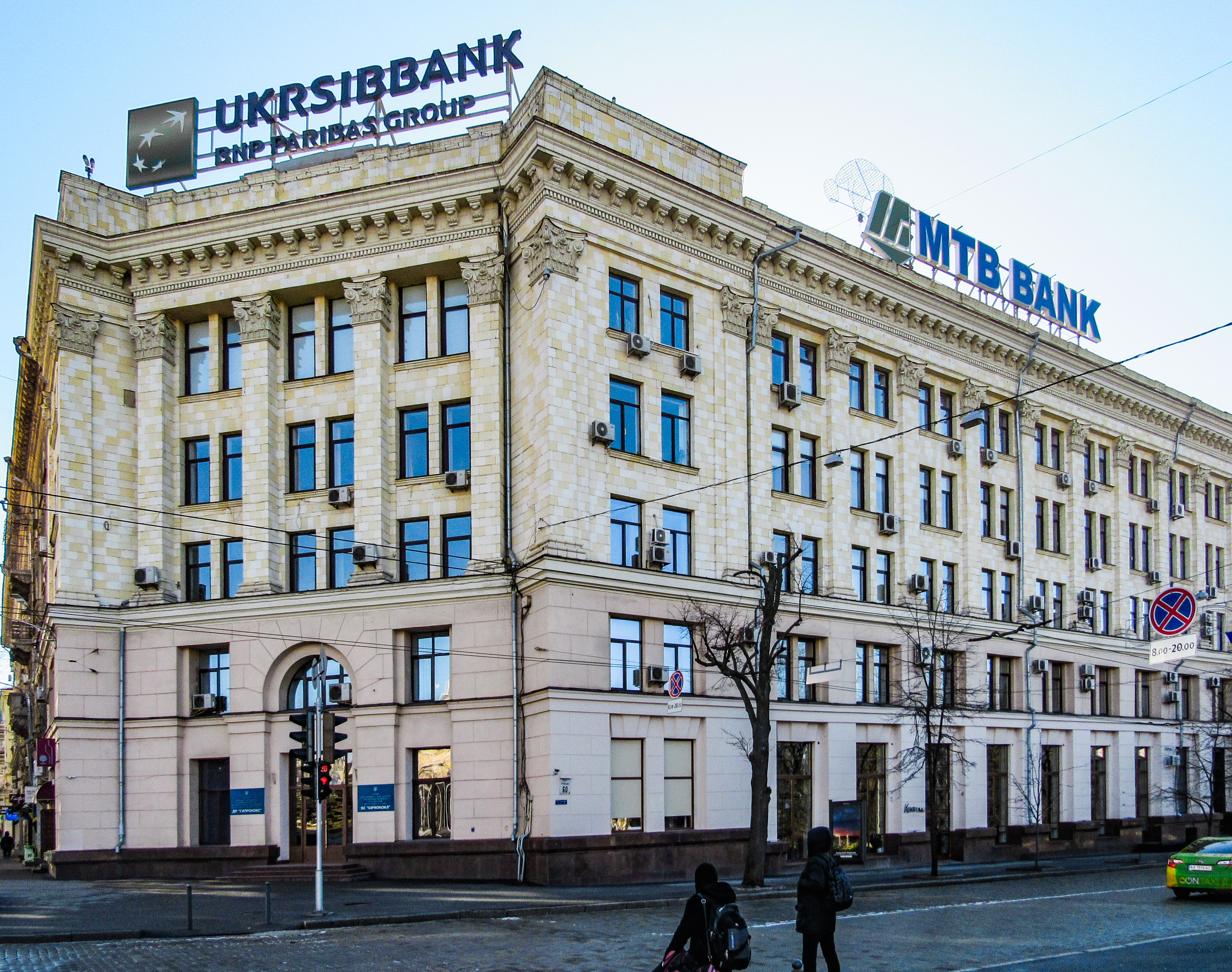
Гіпрококс, Харків (вулиця Сумська, 60)

Народився 29 листопада 1926 року в Харкові в сім'ї професора Василя Михайловича Іванова (1880—1962), військового лікаря, офіцера Російської імператорської армії. Мати була спадковою німкенею. Батько, Василь Михайлович, служив військовим лікарем під час Першої світової війни, після чого працював у Харківському державному медичному інституті. Батько був контужений на війні, через що міг пересуватися лише на милицях.
Василь з малих років захоплювався спортом, займався легкою атлетикою та боксом, мав успіхи у спортивній стрільбі, на змаганнях виступав за шкільну збірну району.
Коли Василь був школярем, розпочалася Друга світова війна. У 1943 році, в 17 років, після проходження скороченого курсу підготовки був зарахований до лав десантних військ і відправлений на фронт. Брав участь у висадці десанту на Малу землю під Новоросійськом. Згодом після поранення був відправлений до шпиталю, а потім до тилу.
У 1949 році закінчив архітектурний факультет Харківського інженерно-будівельного інституту. Член національної спілки архітекторів України з 1957 року. Захистив кандидатську дисертацію з проєктування промислових будівель та споруд у 1965 році. Понад 40 років працював в інституті «Гіпрококс» (Харків), пройшовши шлях від молодого фахівця до головного архітектора інституту. Серед робіт — проєкти архітектурної частини об'єктів і комплексів металургійних і коксохімічних підприємств в СРСР, Югославії, Болгарії, Польщі, Угорщині, Чехословаччині, Алжирі, Нігерії, Індії, Китаї.
Паралельно з роботою реального проєктування, викладав на кафедрі Архітектурного проєктування ХІСІ аж до 1977 року. У 1991 році перейшов на викладацьку роботу в ХДАДІ, з 2011 — завідувач кафедри Інтер'єру та обладнання. Заслужений архітектор УСРР (1990), професор (2000). Автор близько 40 публікацій з проблем архітектури та проєктної справи. Відзначений багатьма нагородами.
Серед його студентів був і Максим Розенфельд, художник та дизайнер, відомий проведенням у Харкові авторських історичних екскурсій.

## Твори
- Приміщення побутового призначення на промислових підприємствах (досвід проєктування та експлуатації) /В. Г. Десятов, В. В. Іванов, І. К. Терзян. — М. : БУДВИДАТ, 1970. — 192 с. : іл. — Бібліогр. : с. 190—191
- Іванов В. Архітектура коксохімічних підприємств /В. Іванов// Архітектура СРСР: щомісячний. теорет. , нав. -практ. журн. — 1962. — № 12. — С. 19-22 : іл.
- Іванов В. В. Проєктування будівель централізованого санітарно-побутового обслуговування трудящих у коксохімічній промисловості /За заг. ред. І. К. Терзяна // Матеріали координаційної наради щодо удосконалення адміністративно-побутових комбінатів вугільних шахт: Зб. 1. — М.: Вуглетехіздат, 1959. — С. 73[4]